# 앤서니 호프

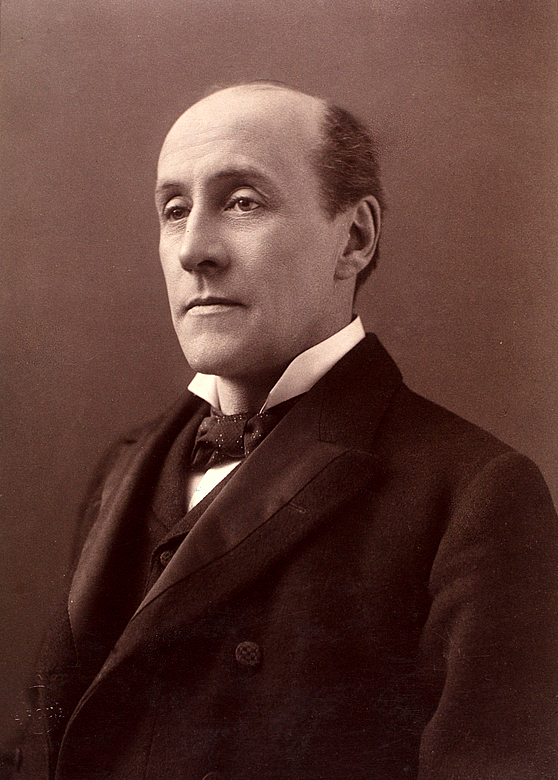
앤서니 호프

앤서니 호프(영어: Anthony Hope, 1863년 2월 9일 ~ 1933년 7월 8일)는 영국의 소설가이자 극작가였다. 1894년 소설 《젠다성의 포로》라는 작품으로 잘 알려져 있다. 《젠다성의 포로》는 많은 각색에 영감을 주었으며, 특히 1937년 같은 이름의 영화와 1952년 같은 이름의 영화가 잘 알려져 있다.